# Schleswig-Holsteinische Regesten und Urkunden
Die Schleswig-Holsteinische Regesten und Urkunden (abgekürzt SHRU) sind eine mehrbändige Sammlung historischer Regesten und Urkunden. Sie sind mit ähnlichen Sammelwerken wie dem Urkundenbuch der Stadt Lübeck (UBStL), dem Mecklenburgischen Urkundenbuch (MUB), dem Pommerschen Urkundenbuch (PUB) oder dem Preußischen Urkundenbuch (PrUB) vergleichbar.
Herausgegeben werden sie vom Landesarchiv Schleswig-Holstein in Zusammenarbeit mit der Gesellschaft für Schleswig-Holsteinische Geschichte, welche auch die ZSHG herausgibt. Vom 1886 erschienenen ersten Band bis zum vierten Band lautete der Titel noch Schleswig-Holstein-Lauenburgische Regesten und Urkunden. Zuletzt erschienen im Jahr 1997 Band 16 und im Jahr 2016 Band 17 bearbeitet von Wolfgang Prange.

## Bände
- Bd. 1: 786–1250 (Digitalisat).
- Bd. 2: 1250–1300 (Digitalisat).
- Bd. 3: 1301–1340 (Digitalisat).
- Bd. 4: 1341–1375.
- Bd. 5: Register zu Band 4.
- Bd. 6: 1376–1400, zwei Teile.
- Bd. 7: Nachträge und Register zu Band 6.
- Bd. 8: Kloster Itzehoe 1256–1564.
- Bd. 9: Herrschaft Breitenburg, 1256–1598.
- Bd. 10: Kloster Ahrensbök 1328–1565.
- Bd. 11: Die Protokolle des Lübecker Domkapitels 1535–1540.
- Bd. 12: Die Protokolle des Lübecker Domkapitels 1522–1530.
- Bd. 13, Teil 1: Urkundenbuch des Bistums Lübeck 1154–1341.
- Bd. 13, Teil 2: Urkundenbuch des Bistums Lübeck 1220–1439.
- Bd. 14, Teil 3: Urkundenbuch des Bistums Lübeck 1439–1509.
- Bd. 15, Teil 4: Urkundenbuch des Bistums Lübeck 1510–1530.
- Bd. 16, Teil 5: Urkundenbuch des Bistums Lübeck, Siegelzeichnungen, Überlieferungen, Indices.
- Bd. 17: Das Protokoll des Lübecker Domkapitels, 1544–1549, mit ergänzenden Texten, DOI:10.15460/HUP.LASH.160.107.
- Bd. 18: Epistolae Pontagrienses – Die Briefsammlung des Johannes Berndes, Pastor und Propst in Broacker 1548–1582.